# Onthophagus ulula
Onthophagus ulula är en skalbaggsart som beskrevs av Vladimir Balthasar 1966. Onthophagus ulula ingår i släktet Onthophagus och familjen bladhorningar. Inga underarter finns listade i Catalogue of Life.